# James Bond 007: Nightfire
James Bond 007: NightFire (рус. Джеймс Бонд 007: Ночной огонь) — компьютерная игра в жанре трёхмерного шутера с видом от первого лица с элементами стелс-экшна, разработанная компаниями Gearbox Software (версия для персонального компьютера), Eurocom (версия для игровых консолей PlayStation 2, GameCube и Xbox), JV Games (версия для Game Boy Advance) и Aspyr (версия для Mac OS X). 
Версии для ПК и консолей не являются портами, они представляют собой отдельные проекты, с общим сюжетом и примерным построением уровней. Версия для Mac является портом ПК-версии.
Издателем стала Electronic Arts; изданием игры в России занималась компания Soft Club. Выход состоялся в 2002 году.

## Сюжет
Мистер Рафаэль Дрейк (англ. Raphael Drake), глава промышленной компании Fenix Inc. и известный преступник, повод для ареста которого уже давно ищет Секретная разведывательная служба, намеревается захватить орбитальную станцию противоракетной обороны.
Задача главного героя игры, секретного агента Джеймса Бонда — остановить Дрейка.

### Главы
Примечание: ниже приведено описание глав из PC-версии игры. Построение сюжета, а также локации и названия глав в версиях, выпущенных для различных платформ, отличаются
Rendezvous (рус. Место встречи)
Первое задание. Джеймс Бонд приземляется с парашютом на территорию особняка Дрейка, который находится в снежных Альпах. Территорию охраняют вооружённые охранники. Через чёрный вход Бонд проходит внутрь замка, где в это время проходит важная незаконная сделка между Дрейком и Мейхью под прикрытием торжественного приёма.
Бонда находит один из «своих людей», который работает под прикрытием официанта. Он передаёт ему вещи из лаборатории Q, среди которых были фотоаппарат, выглядящий как зажигалка, авторучка, стреляющая снотворным, и очки с функцией ночного, теплового и рентгеновского видения. Бонд встречает агента Зои Найтсшейд, которой удалось выкрасть дипломат с системой управления спутником. В конце главы, будучи обнаруженными, они, отстреливаясь, сбегают от преследования людьми Дрейка.
Airfield Ambush (рус. Засада на аэродроме)
Единственный способ покинуть вражескую территорию — воспользоваться самолётом на частном аэродроме Дрейка. Бонду необходимо попасть на контрольную вышку, чтобы выключить прожектора, а Найтсшейд в это время отключает камеры наблюдения. Её задача заканчивается провалом, и Джеймс вынужден прикрывать её со снайперской винтовкой с главной вышки.
Глава заканчивается тем, что Бонд и Найтсшейд успешно улетают на самолёте от преследователей.
Uninvited Guests (рус. Непрошеные гости)
Дрейк обвиняет в австрийском провале Мэйхью, и тот начинает сотрудничество с британской разведкой. Миссия Джеймса — защищать Мэйхью от наемных убийц. Он живёт в просторном доме с большим садом и искусственным озером. В доме есть много потайных путей. Появляются якудза, присланные Дрейком. Мэйхью прячется в бункере и просит Бонда спасти секретную информацию на его компьютере, пока враги не добрались до неё. Бонд освобождает из плена слуг Мейхью и возвращается в бункер.
Когда Бонд и Мэйхью выходят из дома, уверенные в собственной безопасности, на Мэйхью нападает хорошо обученный боец в чёрном костюме, который убивает его. Позднее выясняется, что это — Макико Хаяси, личный телохранитель Мейхью.
Phoenix Rising (рус. Восстание Феникса)
Новое задание Бонда — проникнуть в небоскрёб компании Fenix Inc, для того чтобы похитить данные проекта «NightFire» (рус. «Ночной огонь»).
Бонд осторожно пробирается по коридорам, обходя охранников и системы безопасности. Побочными заданиями являются запуск вируса в локальную сеть и установка жучков. В конце главы Джеймс уничтожает вражеский вертолёт из ракетницы и покидает здание.
Hidden Agenda (рус. Тайная стратегия)
После расшифровки украденных данных, Джеймс устанавливает новый объект — секретный тренировочный центр людей Дрейка. Бонд проникает туда через незащищённые воздуховоды, используя очки ночного видения. Попутно Джеймсу будут мешать различные препятствия, например, запертые двери в подвал. Единственный способ туда пробраться — лифт, у которого отключено электропитание. Для решения этой задачи Джеймс пробирается в служебное помещение и включает питание лифта.
В конце задания, Бонд сражается с одним из людей Дрейка, Эрмитажем Руком.
High Treason (рус. Государственная измена)
Бонда предают и доставляют в Fenix Inc. Джеймс, пытаясь сбежать, попадает на лифт, следующий по внешней стороне здания вниз. Лифт подвергается обстрелу на всех этажах и, в конце концов, падает. Будучи вооружённым телефоном с проволокой, Бонд цепляется за крюк на потолке внешней галереи, нависающей над землёй и соединяющей два крыла небоскрёба Fenix и выпрыгивает с лифта. На все входы и выходы опущены решетки, однако, разбив стекло и попав в центр безопасности, Бонд поднимает их.

 С боем прорываясь по офисам и лестницам вниз, пройдя таким образом около двенадцати этажей, попутно уничтожив главный сервер с данными Дрейка и несколько автомобилей с пулемётами на подземной парковке, Бонд благополучно покидает здание.
Island Getaway (рус. Побег с острова)
Тропический остров. Следующая миссия — спасти одну важную персону, которую люди Дрейка взяли в заложники. Проникая в тайный бункер Дрейка, Бонд дешифратором взламывает замок и спасает агента Алуру Мак-Колл.
Побочные задания — заражение вражеских компьютеров вирусом, а также минирование моста, которое уничтожит нескольких серьёзных врагов.
Zero Minus (рус. Нет выбора)
Новое задание — проникнуть на секретную фабрику Fenix Inc. и добыть доказательства того, что фабрика незаконно производит ракеты для использования в операции Дрейка.
Проникая на фабрику и расправляясь с охранниками, Бонд фотографирует замаскированным под зажигалку цифровым фотоаппаратом необходимые чертежи. Убегая от преследования охранников, Бонд уезжает в другую часть фабрики на небольшом грузовом поезде. Серверы, управляющие запуском ракет, необходимо заразить вирусом с целью сделать их недееспособными. Пульты управления и вся система ломаются, о чём свидетельствуют тряска и издаваемый странный звук.
Бонд спешит поскорее убраться. Агент Мак-Колл открывает ему двери, но не может отключить камеры слежения. Бонд вступает в схватку с охранниками и успешно избавляется от них.
В апартаментах Бонд встречает самого Дрейка, который сбегает в сторону ещё рабочего шаттла. Во время преследования Дрейка Макико Хаяси опускает трап, по которому пробегает Бонд. Джеймс падает, оказываясь прямо под соплами ракетных двигателей. Слыша обратный отсчет, Бонд прячется за бронированной дверью. После Дрейка планету собирается покинуть Макико Хаяси. Когда Кико бежит по трапу, Джеймс поднимается в комнату управления и опускает трап; девушка падает и оказывается под горящими пламенем сопел готовящейся к взлёту ракеты.
Reentry (рус. Вторая попытка)
Джеймс Бонд решает выйти на орбиту, чтобы состыковаться с военной космической станцией, на которой Дрейк собирается установить ядерные заряды, чтобы в дальнейшем держать планету под контролем.
Бонд проникает на станцию и обезоруживает ракеты, после чего принимается за Дрейка, ведя опасный бой в условиях пониженной гравитации. После успешной схватки Бонд покидает станцию на спасательной капсуле.

## Игровой процесс

### Однопользовательская игра

Первый уровень. Бонд приземляется после парашютного прыжка на территорию замка Дрейка. Проникнуть внутрь придется под прикрытием грузовика.

Игровой процесс James Bond 007: Nightfire достаточно типичен для жанра трёхмерного шутера от первого лица. Игроку необходимо сражаться с противниками, передвигаясь по уровням. Благодаря элементам стелс-экшна игроку часто необходимо использовать различные шпионские приспособления, чтобы незаметно проникнуть на объект, где нужно выполнить задание (в то же время, на некоторых уровнях можно идти «напролом», не соблюдая тишины).
Примечательно, что в консольных версиях, разработанных Eurocom, присутствует множество эпизодов, связанных с поездками на спортивном автомобиле Aston Martin V12 Vanquish, специально лицензированном разработчиками для игры. Для создания модели автомобиля разработчиками было сделано около 500 цифровых фотографий.

### Многопользовательская игра
В режиме многопользовательской игры в ПК-версии, игроки могут сразиться на одной из выбранных локаций посредством Интернета или локального соединения. В качестве уровней для многопользовательской игры задействованы как уровни из сюжетного режима, так и специально созданные локации (например, Форт Нокс из фильма «Голдфингер» о Бонде, а также «Атлантида» из фильма «Шпион, который меня любил»).
Игрок может настроить характеристики искусственного интеллекта ботов, а также уровень их здоровья, реакции и скорости по своему усмотрению.

### Оружие
В игре существует множество видов как огнестрельного оружия, так и специальных шпионских примочек. Многие экземпляры оружия имеют два режима стрельбы или возможность выбрать между стрельбой с глушителем или без него. Помимо оружия, Джеймс может использовать собственные кулаки в рукопашных схватках.
В игре присутствует шесть видов пистолетов: Wolfram PP7 и Wolfram P2K (прототип — пистолеты Walther), два пистолета Kowloon, Type 40 и Type 80 (последние созданы на основе Glock 18), а также две версии пистолетов Raptor — Magnum .357 и Raptor .50 (на основе Desert Eagle). Также доступны снайперские винтовки (Covert Sniper и Tactical Sniper), смоделированные на основе Arctic Warfare; один дробовик (Frinesi Auto 12 Shotgun, прототип — Franchi SPAS-12); четыре автомата (SG5 Commando, Storm M32, Deutsche M9K, AIMS-20); две ракетных установки (Sentinel Guided Missile Launcher и Scorpion) а также обычная и ослепляющая гранаты.
На протяжении игры Джеймс Бонд использует множество экземпляров различных шпионских приспособлений, которые были разработаны в Q-лаборатории. Список составляют часы с лазером (используются как отмычка), брелок-электрошокер, мобильный телефон-крюк (обладает проволокой с крюком на конце, чтобы цепляться за выступы на стенах), зажигалка-фотоаппарат и устройство-дешифратор для взлома кодовых замков. Кроме того, часто Джеймсу придётся использовать авторучку, стреляющую дротиками со снотворным, а также специальные очки с функцией ночного, теплового и «рентгеновского» видения. В игре есть автоматический пулемёт, замаскированный под маленький чемоданчик, получивший название Phoenix Ronin.
Для взлома и заражения компьютерных серверов Джеймс Бонд применяет Q-Worm — накопительное устройство с компьютерным вирусом, замаскированное под кредитную карточку.

## Игровой движок
Версия игры для персонального компьютера использует доработанный компанией Gearbox Software игровой движок GoldSrc от Valve. Наибольшие изменения коснулись графической части движка (рендерера): была улучшена система лицевой анимации, добавлена фильтрация текстур и сглаживание неровностей полигонов, переработана модель освещения и улучшена работа с большими открытыми пространствами. По некоторым данным, движок получил внутреннее название Gearcraft Engine. В интервью авторы отмечают, что движок был в значительной степени переписан, чтобы справляться с большими пространствами, поддерживать погодные эффекты, а также отображать реалистичную воду с отражениями. Также движок был переведен с использования DirectX 6 на DirectX 8.
Игроки также могут создавать свои пользовательские модификации при помощи официального редактора уровней Gearcraft Editor, основанного на Valve Hammer Editor. Помимо этого, доступны и неофициальные инструменты для создания модов.
Консольные версии используют усовершенствованный игровой движок Id Tech 3 разработки id Software. 

## Рецензии и оценки
Игра получила различные оценки в специализированной прессе и от игроков.
| Сводный рейтинг       | Сводный рейтинг | Сводный рейтинг      | Сводный рейтинг       | Сводный рейтинг       | Сводный рейтинг       | Сводный рейтинг       |
| Издание               | Оценка          | Оценка               | Оценка                | Оценка                | Оценка                | Оценка                |
| Издание               | Общая           | GBA                  | GC                    | PC                    | PS2                   | Xbox                  |
| --------------------- | --------------- | -------------------- | --------------------- | --------------------- | --------------------- | --------------------- |
| GameRankings          |                 |                      | 81,94 %               | 64,50 %               | 80,83 %               | 81,02 %               |
| Metacritic            |                 | 66 / 100 (6 обзоров) | 80 / 100 (17 обзоров) | 59 / 100 (14 обзоров) | 77 / 100 (20 обзоров) | 78 / 100 (30 обзоров) |
| MobyRank              |                 |                      | 81 / 100              |                       | 77 / 100              | 78 / 100              |
| Иноязычные издания    |                 |                      |                       |                       |                       |                       |
| Издание               | Оценка          | Оценка               | Оценка                | Оценка                | Оценка                | Оценка                |
| Издание               | Общая           | GBA                  | GC                    | PC                    | PS2                   | Xbox                  |
| 1UP.com               |                 |                      |                       |                       | A                     |                       |
| CVG                   |                 |                      |                       | 8,7 / 10              |                       |                       |
| Eurogamer             |                 |                      |                       | 3 /10                 |                       |                       |
| GameSpot              |                 |                      | 7,9 / 10              | 6,0 / 10              | 7,9 / 10              | 7,9 / 10              |
| IGN                   |                 | 6,5 / 10             | 8,5 / 10              | 7,0 / 10              | 8,1 / 10              | 8,2 / 10              |
| TeamXbox              |                 |                      |                       |                       |                       | 8 / 10                |
| XboxAddict            |                 |                      |                       |                       |                       | 87,5 %                |
| GameStats             |                 | 6,4 / 10             | 8,2 / 10              | 6,3 / 10              | 8,2 / 10              | 8,0 / 10              |
| Русскоязычные издания |                 |                      |                       |                       |                       |                       |
| Издание               | Оценка          | Оценка               | Оценка                | Оценка                | Оценка                | Оценка                |
| Издание               | Общая           | GBA                  | GC                    | PC                    | PS2                   | Xbox                  |
| Absolute Games        |                 |                      |                       | 50 %                  |                       |                       |
| «Домашний ПК»         |                 |                      |                       | [ 39 ]                |                       |                       |
| «Страна игр»          | 8,0 / 10        |                      |                       |                       |                       |                       |